# Élections générales néo-brunswickoises de 1930

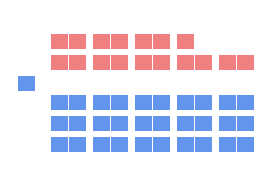

L'élection générale néo-brunswickoise de 1930, aussi appelée la 37e élection générale, a lieu le 10 juin 1930 afin d'élire les membres de la 37e législature de l'Assemblée législative du Nouveau-Brunswick, au Canada.
Même si les partis politiques ne sont pas encore reconnus par la loi, les 31 députés formant le gouvernement se déclarent conservateurs tandis que les 17 députés formant l'opposition officielle se déclarent libéraux.